# Brest (Pleven)
Brest (Bulgaars: Брест) is een dorp in het noordwesten van Bulgarije, niet ver van de Roemeense grens. Het dorp is gelegen in de gemeente Goeljantsi in de oblast Pleven. Het dorp ligt hemelsbreed op ongeveer 26 km afstand van de stad Pleven en 147 km van de hoofdstad Sofia. Met een grondoppervlakte van 80,8 vierkante kilometer is Brest het grootste dorp in de oblast.

## Bevolking
De telling van 1934 registreerde 5.483 inwoners. Dit aantal groeide tot een maximum van 6.073 inwoners in 1946, waardoor Brest een van de grotere dorpen in het land was. Sinds dat moment neemt het inwonersaantal in een rap tempo af. Zo werden er op 31 december 2019 zo’n 1.603 inwoners geteld.
Van de 2.048 inwoners reageerden er slechts 1.178 op de optionele volkstelling van 2011. Zo'n 1.110 respondenten identificeerden zichzelf als etnische Bulgaren (94,2%), gevolgd door 60 Bulgaarse Turken (5,1%) en 8 ondefinieerbare respondenten  (0,6%).
Van de 2.048 inwoners die in februari 2011 werden geregistreerd, waren er 179 jonger dan 15 jaar oud (8,7%), 1.073 inwoners waren tussen de 15 en 64 jaar (52,4%) en 796 inwoners waren 65 jaar of ouder (38,9%).

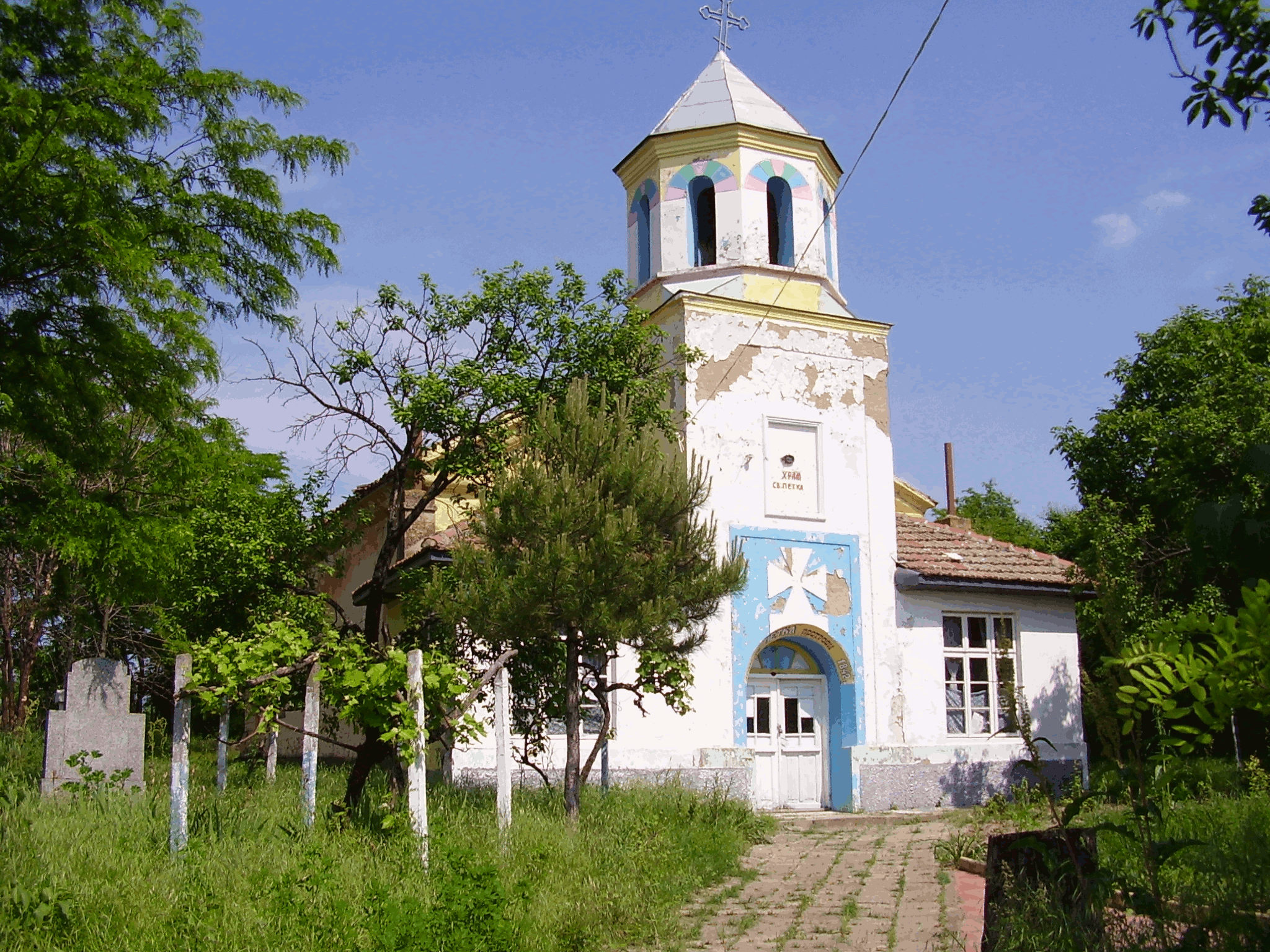
De kerk Sint Petka (1842)